# 1Q84
《1Q84》(일본어: いちきゅうはちよん 이치큐하치욘[*])는 무라카미 하루키가 2009년에 발매한 3부작 장편 소설이다. 가끔 IQ84(아이큐팔십사)로 잘못 읽는 경우가 있는데, 1Q84란 이름은 조지 오웰의 《1984》과 일본어 발음이 같다. (일본어로 1984를 "ichi-kew-hachi-yon"으로 읽음.) 또한 Q를 소문자로 쓰면(1q84) 1984처럼 보이기도 한다.

## 주요 등장인물
아오마메(青豆)
3인칭 시점에서 서술되는 이작품의 주인공중 한명. 작중 나이는 30살. 풀네임이 '아오마메 마사미'라는 사실이 3권에서 언급된다. 직업은 스포츠센터의 트레이너이며 마셜아츠를 전문으로 한다. 자신의 트레이닝을 받고있는 VIP회원인 아자부의 노부인의 의뢰를 받아 여성들에게 폭행을 일삼는 남성들을 살해하는 일을 하고 있다. 과거 어머니가 사이비 종교에 빠졌던 과거가 있으며 트라우마를 가지고 있다. 또다른 주인공인 덴고와는 초등학교 시절 급우였으며 남모르게 연정을 품고 있었다. 참고로 그녀의 이름인 아오마메는 한국어로 "푸른콩"이란 뜻이다.
덴고(天吾)
3인칭 시점에서 서술되는 이작품의 주인공중 한명. 작중 나이는 30살. 풀네임이 '가와나 덴고'라는 사실이 2권에서 언급된다. 대학에서 수학을 전공한 경력을 살려 학원 수학강사로 일함과 동시에 소설가를 꿈꾸는 머리좋은 청년이다. 자신을 높게 평가해주는 어느 잡지의 편집자인 고마쓰의 제안을 받아들여 천재적인 문학성을 지닌 소녀 '후카에리'의 자작소설인 『공기 번데기』를 리라이팅하는 작업을 맡게 된다. 또다른 주인공인 아오마메와는 초등학교 시절 급우사이이며, 평범하지 않은 감정을 가지고 있었다. 어린시절 NHK 수금원으로 일하는 아버지에 의한 트라우마가 있다.
우시카와(牛河)
2권 후반부부터 등장하는 인물. 3권부턴 3인칭 시점에서 서술되는 1Q84의 새로운 주인공급으로 급부상한다. 상당히 독특하고 못생긴 외모를 지닌 인물로 작중 곳곳에서 묘사됨. 우시카와는 돈을 받고 일을 처리해주는 청부업자로, 수상한 종교단체인 『선구』의 의뢰를 받아 선구의 교주의 죽음과 관련있는 아오마메를 추적하기 시작한다. 이과정에서 덴고가 아오마메와 관계가 있다는 직감을 믿고 철저하게 뒤를 캐나가기 시작한다.
고마쓰(小松)
덴고를 높게 평가하는 어느 잡지의 편집자. 나이는 45세. 풀네임은 '고마쓰 유지'. 남의 사생활(주로 덴고)을 고려하지 않고 밤늦게 전화를 걸어 자신의 의견을 말하는 민폐적인 성격을 지녔다. 천재적인 문학성을 지닌 소녀 후카에리가 쓴 자작소설 『공기 번데기』를 세상에 알려 명성을 얻고자 평소 자신이 인정하던 소설가 지망생 덴고를 끌어들인다.
후카에리(ふかえり)
천재적인 문학성을 지닌 17세의 소녀. 풀네임이 '후카다 에리코'지만 작중에선 보통 후카에리로 불린다. 그녀의 보호자인 에비스노 선생은 '에리'라고 부른다. 작중 중요하게 다루어지는 소설인 『공기 번데기』의 원작자이다. 난독증(dyslexia)을 지녔고, 자신이 관심있는 일에만 반응 보이는 평범하지 않은일면도 있다. 특히 그녀는 억양없이 최대한 간결한 대화만을 하기에 신비감을 주고 있다. 작중에서 후카에리는 덴고와 아오마메를 잇는 연결고리와도 같다. 아오마메는 그녀를 통해 덴고의 아이를 임신한다.
에비스노
젊은시절 천재적인 인류학자로 명성을 날린 학자로, 현재는 외딴 시골에서 은거중. 풀네임은 '에비스노 다카유키'. 후카에리의 아버지와는 오랜 친구 사이며, 현재 그녀의 보호자를 자처하고 있다. 덴고와 고마쓰가 평하길 범상치 않은 느낌과 식견을 지닌 인물이라고 한다.
노부인(女主人)
70세 정도의 연령으로 추정되는 여성. 일명 아자부의 노부인으로 통한다. 풀네임이 '오가타 시즈에'라는 사실이 3권에서 언급된다. 젊은시절 일찍 작고한 남편의 유산을 바탕으로 주식사업을 벌여 막대한 재산을 소유하여 이쪽 세계에서는 상당한 영향력을 가졌다고 한다. 또한 아오마메가 인정할 정도의 인품과 관록을 지닌 대단한 인물로 통함. 그녀는 가정폭력을 당한 여성들을 위한 보호시설을 집옆에 만들어 보호중이며, 그들의 육체적-정신적 안정을 위하여 노력한다. (자신의 딸도 결혼후 남편의 폭행에 못이겨 자살하였으며, 이를 계기로 비슷한 처지의 여성들을 돕는다고 언급됨.) 또한 아오마메에게 의뢰하여 통하여 폭력을 일삼아 가정을 파괴하는 남성들을 살해하는데 지원을 아끼지 않는다.
다마루(タマル)
약 40세 정도로 추정되는 아자부 노부인의 경호원. 그는 한국인으로, 이주정책때 일본에 들어오게 되었고 고아원에 맡겨져 지금에 이르렀다고 말한다. 건장한 체격을 지닌 유능한 남성으로 묘사되며, 젊은시절 자위대 특수부대에서 복무했던 경력이 있다. 이때문에 다양한 방면에서의 재주가 뛰어남. 참고로 그는 동성애자. 아자부의 노부인의 명령에 따라 여러가지로 아오마메를 지원하는 모습이 자주 등장하며, 때때로 노부인의 시중을 들기도 한다.

## 같이 보기
- 조지 오웰
- 1984 (소설)